# 37 ق هـ
37 ق هـ هي السنة السابعة والثلاثون السابقة للهجرة النبوية، وهي توافق ما بين سنتي 585 و586 حسب التقويم الميلادي، أي أنها بدأت في سنة 585م وانتهت في سنة 586م.